# Exocelina subjecta
Exocelina subjecta är en skalbaggsart som först beskrevs av Sharp 1882.  Exocelina subjecta ingår i släktet Exocelina och familjen dykare. Inga underarter finns listade i Catalogue of Life.